# Tenupedunculus acutum
Tenupedunculus acutum är en kräftdjursart som först beskrevs av Vanhoeffen 1914.  Tenupedunculus acutum ingår i släktet Tenupedunculus och familjen Stenetriidae. Inga underarter finns listade i Catalogue of Life.